# Jakubów (gemeente)
De gemeente Jakubów is een landgemeente in het Poolse woiwodschap Mazovië, in powiat Miński.
De zetel van de gemeente is in Jakubów.
Op 30 juni 2004 telde de gemeente 4941 inwoners.

## Oppervlakte gegevens
In 2002 bedroeg de totale oppervlakte van gemeente Jakubów 87,23 km², waarvan:
- agrarisch gebied: 81%
- bossen: 13%

De gemeente beslaat 7,49% van de totale oppervlakte van de powiat.

## Demografie
Stand op 30 juni 2004:
| Omschrijving                   | Totaal | Totaal | Vrouwen | Vrouwen | Mannen | Mannen |
| ------------------------------ | ------ | ------ | ------- | ------- | ------ | ------ |
| eenheid                        | aantal | %      | aantal  | %       | aantal | %      |
| inwoners                       | 4941   | 100    | 2444    | 49,5    | 2497   | 50,5   |
| bevolkingsdichtheid (inw./km²) | 56,6   | 56,6   | 28      | 28      | 28,6   | 28,6   |

In 2002 bedroeg het gemiddelde inkomen per inwoner 1223,89 zł.

## Administratieve plaatsen (sołectwo)
Aleksandrów, Anielinek, Antonin, Brzozówka,
Budy Kumińskie, Góry, Izabelin, Jakubów, Jędrzejów Nowy, Jędrzejów Stary, Józefin, Kamionka, Leontyna, Ludwinów, Łaziska, Mistów, Moczydła, Nart, Przedewsie, Rządza, Strzebula, Szczytnik, Turek, Tymoteuszew, Wiśniew, Wola Polska.

## Aangrenzende gemeenten
Cegłów, Dobre, Kałuszyn, Mińsk Mazowiecki, Stanisławów